# Jeppe Bruus
Jeppe Bruus Christensen, född 20 april 1978 i Tølløse i Danmark, är en folketingsledamot för Socialdemokratiet och minister for Grøn Trepart.
Bruus är född och uppvuxen i Tølløse på Själland. Hans föräldrar var lärare respektive sjuksköterska och han har själv två barn. Bruus tog en pol. kand.-examen vid Köpenhamns universitet 2007. Han var ledare för Dansk Ungdoms Fællesråd 2003-2007 och förbundssekreterare för Danmarks Socialdemokratiske Ungdom (DSU) 2005-2006. Han arbetade vid Fødevareforbundet 2006, som konsult vid Radius Kommunikation 2007-2009 och som rådgivare vid Geelmuyden Kiese 2009-2011. Han var kommunikationschef för LO 2012-2013 och för SKAT 2016-2018. Han har även varit kommunikationschef for Skattestyrelsen.
Bruus blev ersättare för Sophie Hæstorp Andersen i folketinget 5 november 2013 till 3 december 2013. Han blev strax därefter ordinarie ledamot då Hæstorp Andersen lämnade folketinget 1 januari 2014 för att blir regionråd i Region Hovedstaden. Han förlorade platsen vid valet 2015, men återvände återigen som ersättare, denna gång för Mogens Lykketoft 14 juli 2014 till 30 september 2016. Vid valet 2019 kom han in av egen kraft.
Bruus har varit ledare för den danska delegation til Europarådets parlamentariska församling. I augusti 2021 blev han folketingsgruppens talesperson för Socialdemokratiet, efter att föregångare Jesper Petersen blivit undervisnings- och forskningsminister. Vid en regeringsombildning i februari 2022 blev Bruus ny skatteminister i regeringen Mette Frederiksen I och avgick samtidigt från posten som gruppledare. Han fortsatte som skatteminister i regeringen Mette Frederiksen II och behöll posten till 2024 då fick sin nuvarande ministerpost.

## Utmärkelser
- Kommendör av Dannebrogorden,  2024[4]

[Redigera Wikidata]